# Calboy
Calboy, pseudonimo di Calvin Lashawn Woods (Chicago, 3 aprile 1999), è un rapper e cantante statunitense. Ha firmato nel 2018 con Polo Grounds Music e RCA Records. Nel 2018 è diventato famoso grazie al suo singolo Envy Me, che in seguito è stato incluso nel suo EP di debutto, Wildboy, pubblicato il 31 maggio 2019. Ha collaborazioni con artisti come Lil Wayne, Meek Mill e Young Thug ed era il cugino di King Von.

## Biografia
Calvin Woods è nato nel South Side di Chicago; in seguito si è trasferito a Calumet City, Illinois.  Woods si è rivolto alla musica per canalizzare le frustrazioni di crescere al di sotto della soglia di povertà. È uno dei cinque figli cresciuti dalla madre single.
Woods ha assistito alla morte di due dei suoi migliori amici, uno per overdose di stupefacenti e l'altro per violenza armata.

## Carriera

### Inizi (2017)
Il 7 luglio 2017, Calboy ha pubblicato il suo mixtape di debutto, The Chosen One, sotto Paper Gang Inc. Il 7 dicembre dello stesso anno ha pubblicato il suo secondo mixtape, Anxiety.

### Calboy the Wild BoyeWildboy(2018-presente)
Il 18 giugno 2018, Woods ha pubblicato il suo terzo mixtape, Calboy the Wildboy.
Il 13 settembre 2018 ha pubblicato il singolo Envy Me, con grande successo, come primo estratto dal suo EP di debutto Wildboy, pubblicato il 31 maggio 2019. Envy Me ha raggiunto la trentunesima posizione della Billboard Hot 100 ed è stato certificato triplo disco di platino dalla RIAA.
Nel febbraio 2019, Calboy ha pubblicato l'EP Wildboy, seguito da un altro EP, Long Live the Kings nel marzo 2020.
L'11 agosto 2020, è stato incluso nella 2020 Freshman Class di XXL.
Il 22 marzo 2021 è stato pubblicato il singolo Miseducation in collaborazione con Lil Wayne, come primo estratto dell'album di debutto di Calboy Redemption, aspettato per il 2021, che vedrà anche un'apparizione di Swae Lee.

## Discografia

### Mixtape
- 2017 − The Chosen One
- 2017 − Anxiety
- 2018 − Calboy the Wild Boy

### EP
- 2019 − Wildboy
- 2020 − Long Live the Kings

### Singoli
- 2018 − Beautiful
- 2018 − Envy Me
- 2019 − Caroline (feat. Polo G)
- 2019 − Unjudge Me (feat. Moneybagg Yo)
- 2019 − Chariot (feat. Meek Mill & Lil Durk)
- 2019 − Percosex
- 2019 − Front Seat (con Next Town Down)
- 2019 − Purpose (feat. G Herbo)
- 2020 − Details (con Jacob Latimore)
- 2020 − Barbarian (feat. Lil Tjay)
- 2020 − Brand New (feat. King Von)
- 2020 − Rounds (feat. Fivio Foreign)
- 2020 − Clueless
- 2020 − Gang Gang
- 2020 − Where Were You
- 2021 − Broken Soul (con Lewie)
- 2021 − These Days (con JD on tha Track)
- 2021 − Miseducation (feat. Lil Wayne)